# 첨가 반응
첨가 반응(添加反應, 영어: addition reaction)은 유기 반응 중에서 가장 간단한 반응으로, 두 개의 화합물이 더해져 하나의 화합물이 되는 반응이다. 첨가 반응은 다중 결합을 가진 화합물에 한정된다. 탄소-탄소 이중 결합이나 삼중 결합, 혹은 탄소-헤테로 이중 결합이 첨가 반응을 할 수 있는 가능성을 가진다.
첨가 반응의 역반응은 제거 반응(elimination reaction)이다. 예를 들어 수화 반응의 역반응은 탈수 반응이다.

## 종류
- 극성 첨가 반응
  - 친전자성 첨가 반응(E.A., Electrophilic addition): 알켄 및 알카인에서
  - 친핵성 첨가 반응(N.A., Nucleophilic addition): 알데하이드나 케톤에서
- 비극성 첨가 반응
  - 자유 라디칼 첨가 반응

## 같이 보기
- 치환 반응
- 제거 반응